# Hadrogryllacris shelfordi
Hadrogryllacris shelfordi är en insektsart som först beskrevs av Griffini 1909.  Hadrogryllacris shelfordi ingår i släktet Hadrogryllacris och familjen Gryllacrididae.

## Underarter
Arten delas in i följande underarter:
- H. s. shelfordi
- H. s. alpha